# Jesmerize
제즈머라이즈(jesmerize)는 대한민국 제주도에 소재한 제주시농업협동조합의 브랜드이다. 2019년에 런칭하였으며 고유명사 'Jeju'와 매료시키다라는 동사 'mesmerize'의 합성어로 제주산 농산물로 세계인을 매료시키겠다는 의미와 의지를 담고 있다. 제즈머라이즈의 마케팅 품종 포트폴리오에는 조생온주감귤, 한라봉, 레드펄, 천혜향, 황금향, 레드키위, 샤투르즈 로얄 스위트 골드키위, 그린키위가 있다.